# 巴拉頓城堡
巴拉頓城堡（匈牙利語：Balatonföldvár）是匈牙利紹莫吉州的城鎮，位於該國西部巴拉頓湖畔，距離首都布達佩斯120公里，面積15.32平方公里，2017年人口2,172，其中約六成居民信奉天主教。

## 外部連結
- Balatonföldvár （页面存档备份，存于）
- Üdvözöljük Balatonföldváron! （页面存档备份，存于） （匈牙利文）
- Location of Balatonföldvár